# Akania bidwillii
Akania bidwillii är en tvåhjärtbladig växtart som först beskrevs av Edward George Henderson och Hogg, och fick sitt nu gällande namn av David John Mabberley. Akania bidwillii ingår i släktet Akania och familjen Akaniaceae. Inga underarter finns listade i Catalogue of Life.

## Bildgalleri

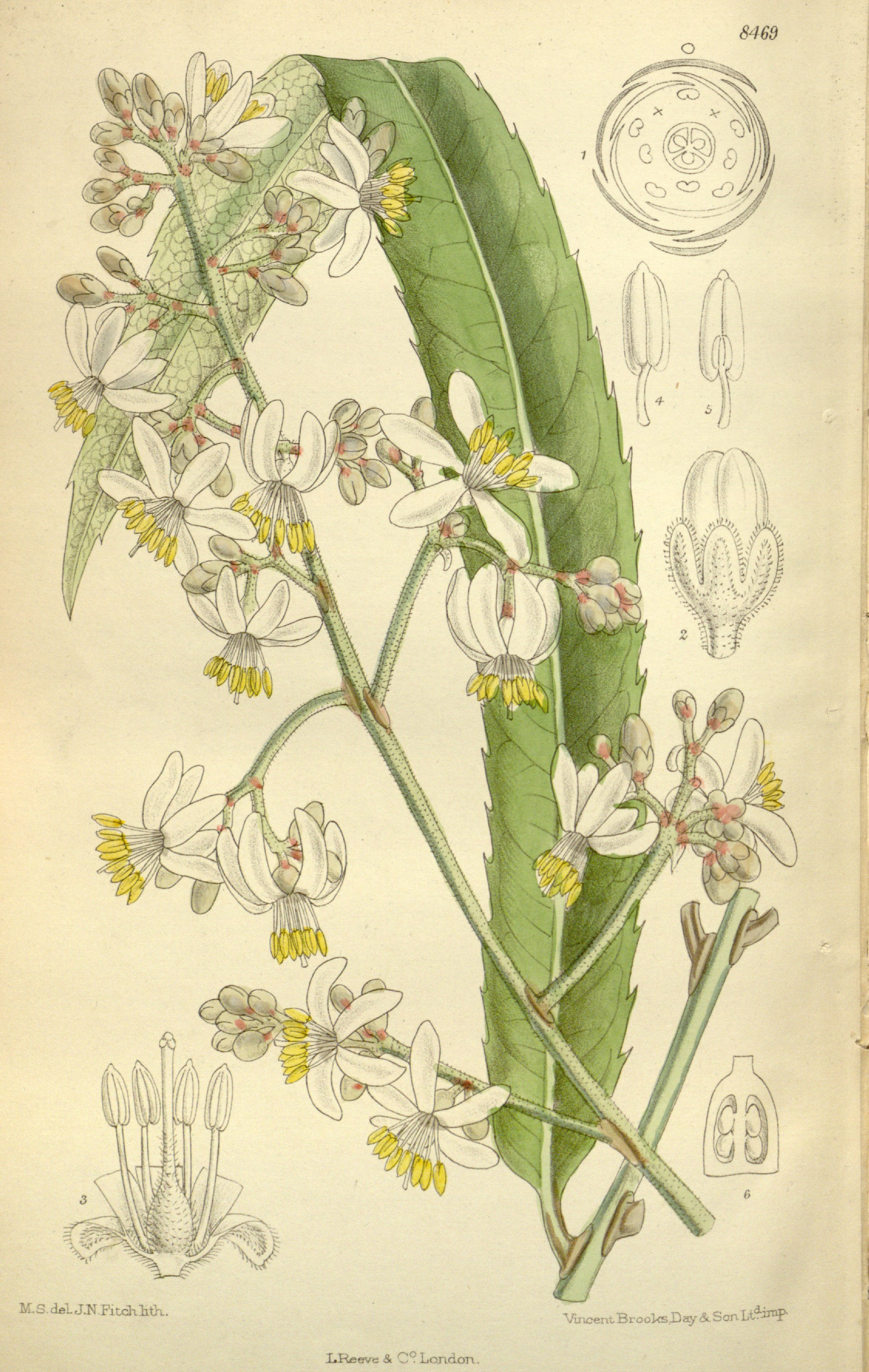
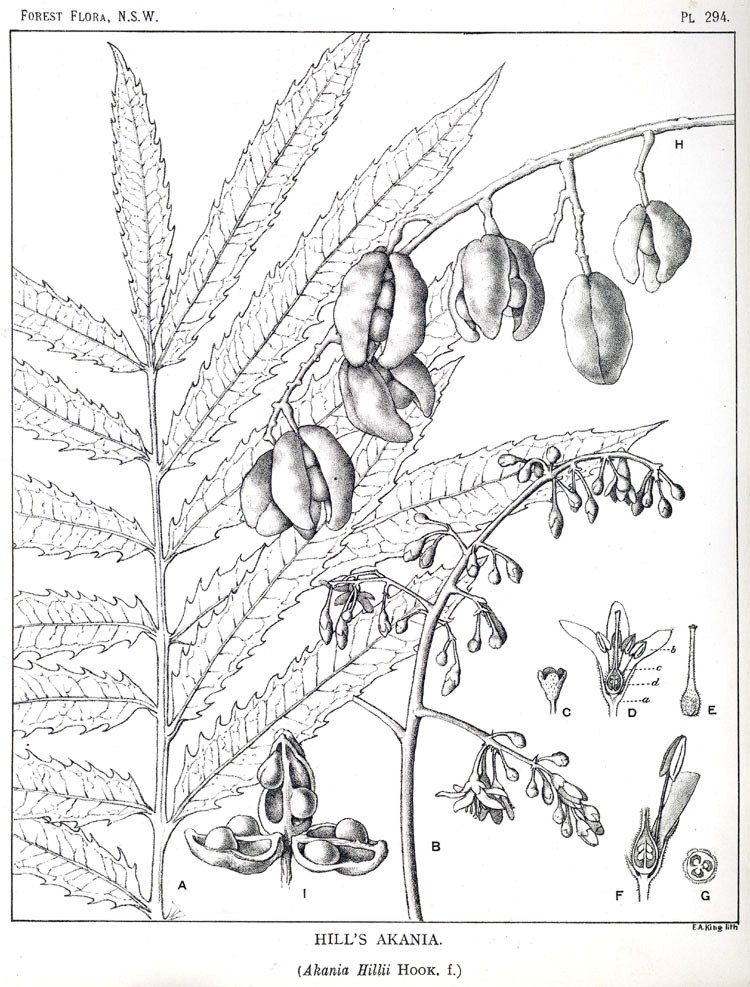